# توهم اندازه - وزن
توهم اندازه-وزن، که به عنوان توهم شارپنتیه نیز شناخته می‌شود، از نام پزشک فرانسوی آگوستین شارپنتیه بر گرفته شده‌است، زیرا او اولین فردی بود که این توهم را به صورت تجربی نشان داد. این توهم دی مور نیز نامیده می‌شود که به نام پزشک بلژیکی ژان دمور (۱۸۶۷–۱۹۴۱) نامگذاری شده‌است.

## شرح
این توهم زمانی رخ می‌دهد که یک فرد وزن یک جسم بزرگتر (مثلا یک جعبه) را در مقایسه با یک جسم کوچکتر با همان جرم دست کم بگیرد. این توهم زمانی اتفاق می‌افتد که اجسام در برابر گرانش بلند نمی‌شوند، بلکه به صورت افقی شتاب می‌گیرند، بنابراین باید آن را توهم اندازه جرم نامید. توهمات مشابهی با تفاوت در مواد و رنگ رخ می‌دهد: ظروف فلزی سبک‌تر از ظروف چوبی با همان اندازه و جرم هستند، و اجسام تیره‌تر از اجسام روشن‌تر با همان اندازه و جرم سنگین تر هستند. همه این توهمات در تضاد با وزن مورد انتظار توصیف شده‌اند، اگرچه توهم اندازه وزن مستقل از تخمین‌های بصری حجم مواد رخ می‌دهد و توهم به انتظارات بستگی ندارد. وزن یا چگالی مورد انتظار را می‌توان با تطبیق وزنه‌های مرئی و پنهان که به همان شیوه بلند می‌شوند اندازه‌گیری کرد. این چگالی مورد انتظار برای قوطی‌های فلزی حدود ۱٫۷ و برای بلوک‌های پلی استایرن ۰٫۱۴ است. انتظارهای تراکم ممکن است در انتخاب اجسام مناسب برای پرتاب کمک کند.

## توضیح
توضیح اولیه این توهمات این بود که مردم وزن یک جسم را از روی ظاهر آن قضاوت می‌کنند و سپس آن را با نیروی از پیش تعیین شده بلند می‌کنند. آنها انتظار دارند که یک جسم بزرگتر سنگین تر باشد و بنابراین آن را با نیروی بیشتری بلند می‌کنند: سپس جسم بزرگتر راحت تر از جسم کوچکتر بلند می‌شود و باعث می‌شود سبک‌تر دیده شود. این فرضیه با آزمایشی رد شد که در آن دو جسم با جرم یکسان، سطح مقطع یکسان، اما ارتفاع متفاوت روی دست‌های حمایت‌شده ناظران قرار گرفتند و یک توهم اندازه-وزن غیرفعال ایجاد کردند. مطالعه‌های اخیر همچنین نشان داده‌است که نیروی بالابر به سرعت با جرم واقعی اجسام سازگار می‌شود، اما توهم اندازه-وزن باقی می‌ماند. بنابراین این توهم را نمی‌توان با روش بلند کردن توضیح داد و باید به دلیل تغییر مقیاس ادراکی بر اساس انتظارات قبلی باشد. مقیاس بندی مجدد به عنوان زیر بهینه (ضد بیزی) توصیف شده‌است، به این ترتیب که سیستم عصبی مرکزی انتظارات قبلی را با اطلاعات حس عمقی فعلی ادغام می‌کند، به گونه ای که بر اطلاعات غیرمنتظره تاکید می‌کند نه میانگین کل اطلاعات. همچنین اخیراً پیشنهاد شده‌است که این توهم ممکن است ضد بیزی نباشد، اما در عوض ممکن است بر فرآیندهای استنتاج پیچیده‌تر و در عین حال بهینه‌تر از آنچه که به‌طور سنتی پیشنهاد می‌شد متکی باشد.
اثرات کنتراست در بسیاری از روش‌های ادراکی رایج است و مشابه سازگاری فیزیولوژیکی است. انطباق را می‌توان به عنوان تغییر در بهره سیستم توضیح داد، بهره در سطح مناسب برای حداکثر تبعیض و برای محافظت در برابر اضافه بار حسی تنظیم می‌شود. اثرات کنتراست ممکن است به‌طور مشابه با کدگذاری عصبی کارآمد مرتبط باشد. اگر محدوده انتخاب شده خیلی زیاد یا خیلی کم باشد، مانند توهم اندازه-وزن، هم توهم کنتراست و هم از بین رفتن تمایز وجود دارد. مشخص شده‌است که اگر اجسام سبکتر از چگالی مورد انتظارشان، یا سنگین تر از چگالی مورد انتظارشان باشند، تبعیض وزن بدتر می‌شود. مدل‌هایی از این نوع می‌توانند مقیاس‌گذاری مجدد ادراکی را بدون درگیر کردن روش بلند کردن توضیح دهند.
همچنین ثابت شده‌است که با گرفتن سه قوطی کبریت خالی و قرار دادن وزنه در یکی از آنها. جعبه وزنی که به خودی خود بلند می‌شود، سنگین تر از هر سه جعبه بلند شده همراه با جعبه سنگین در بالا است.